# ولیک کاپسازوف
ولیک کاپسازوف (بلغاری: Велик Николов Капсъзов؛ ۱۵ آوریل ۱۹۳۵ – ۲۷ مارس ۲۰۱۷) ژیمناست هنری اهل بلغارستان بود.
وی در مسابقات کشوری و بین‌المللی در مجموع برندهٔ ۱ مدال برنز شده‌است.